# Honda Motor Football Club 1982
Questa voce raccoglie le informazioni riguardanti l'Honda Motor Football Club nelle competizioni ufficiali della stagione 1982.

## Stagione
Dopo un buon inizio che la aveva portata a competere per il comando della classifica (concluse il girone di andata del campionato con un punto di svantaggio sulla capolista) e a giocarsi la Coppa di Lega sino ai quarti di finale, nella seconda parte della stagione l'Honda Motor ebbe un calo di rendimento che le costò l'eliminazione immediata dalla Coppa dell'Imperatore e la discesa in classifica sino alla penultima posizione. Malgrado una vittoria nell'ultima giornata contro un Furukawa Electric in corsa per il titolo, l'Honda Motor fu costretto a disputare gli spareggi promozione/salvezza a causa della peggior differenza reti contro il Nissan Motors, ottenendo infine la permanenza in massima serie grazie a due vittorie contro il Toshiba.

## Rosa
| N. |                     | Ruolo | Calciatore           |
| -- | ------------------- | ----- | -------------------- |
|    | Giappone (bandiera) | P     | Masataka Imai        |
|    | Giappone (bandiera) | D     | Toshimitsu Furukoshi |
|    | Giappone (bandiera) | D     | Kazuhito Amma        |
|    | Giappone (bandiera) | D     | Masaru Atsumi        |
|    | Giappone (bandiera) | C     | Naoji Itō            |
|    | Giappone (bandiera) | C     | Yoshikazu Kumagai    |
|    | Giappone (bandiera) | C     | Shiro Higuchi        |
|    | Giappone (bandiera) | C     | Hiroyuki Sanpei      |
|    | Brasile (bandiera)  | C     | Miguel               |
|    | Brasile (bandiera)  | C     | Marakaja             |
|    | Brasile (bandiera)  | C     | Luiz Seihan Higa     |
|    | Giappone (bandiera) | A     | Kojiro Enoki         |
|    | Giappone (bandiera) |       | Takashi Osawa        |
|    | Giappone (bandiera) |       | Yutaka Ukita         |
|    | Giappone (bandiera) |       | Takashi Ishii        |

| N. |                     | Ruolo | Calciatore         |
| -- | ------------------- | ----- | ------------------ |
|    | Giappone (bandiera) |       | Teruyoshi Ogawa    |
|    | Giappone (bandiera) |       | Akira Oshiba       |
|    | Giappone (bandiera) |       | Shigeru Kimura     |
|    | Giappone (bandiera) |       | Ichiro Kasai       |
|    | Giappone (bandiera) |       | Tsuyoshi Oshiba    |
|    | Giappone (bandiera) |       | Hideaki Kubo       |
|    | Giappone (bandiera) |       | Miyoshi Akiyama    |
|    | Giappone (bandiera) |       | Tadayuki Kagota    |
|    | Giappone (bandiera) |       | Toshinobu Shibuya  |
|    | Giappone (bandiera) |       | Hori Kurata        |
|    | Giappone (bandiera) |       | Mitusunaga Shitara |
|    | Giappone (bandiera) |       | Nobuyuki Shimada   |
|    | Brasile (bandiera)  |       | Jorito             |
|    | Brasile (bandiera)  |       | Maldón             |

## Statistiche

### Statistiche di squadra
| Competizione          | Punti | Totale | Totale | Totale | Totale | Totale | Totale | DR  |
| Competizione          | Punti | G      | V      | N      | P      | Gf     | Gs     | DR  |
| --------------------- | ----- | ------ | ------ | ------ | ------ | ------ | ------ | --- |
| JSL Division 1        | 14    | 18     | 4      | 6      | 8      | 17     | 29     | -12 |
| JSL Cup               | -     | 2      | 1      | 0      | 1      | 3      | 4      | -1  |
| Coppa dell'Imperatore | -     | 1      | 0      | 0      | 1      | 3      | 4      | -1  |
| Totale                |       | 21     | 5      | 6      | 10     | 13     | 37     | -24 |